# Selecția Națională 2022
La venticinquesima edizione di Selecția Națională si è svolta dal 5 febbraio al 5 marzo 2022 e ha selezionato il rappresentante della Romania all'Eurovision Song Contest 2022 a Torino.
Il vincitore è stato WRS con Llámame.

## Organizzazione
Dopo una serie di risultati deludenti all'Eurovision Song Contest e di un notevole calo di interesse del pubblico che ha portato la Romania ad avere lo share di ascolti più basso fra i paesi partecipanti, il 5 luglio 2021 è stato trasmesso uno speciale televisivo intitolato Eurovision... pe șleau! in cui vari personaggi dello spettacolo rumeni hanno dibattuto sul futuro del paese al festival.
L'emittente pubblica Televiziunea Română (TVR) non ha pubblicamente confermato la presenza della Romania all'Eurovision Song Contest 2022 fino al 20 ottobre 2021, giorno in cui il paese è figurato nella lista ufficiale dei partecipanti pubblicata dall'UER. Il successivo 23 novembre è stato confermato, dopo un anno di pausa, il ritorno della tradizionale Selecția Națională per scegliere il rappresentante nazionale. Gli artisti interessati hanno avuto la possibilità di inviare le proprie proposte fra il 26 novembre e il 19 dicembre 2021.
Il festival ha avuto inizio con una prima fase denominata Drumul spre Torino in cui, in tre episodi trasmessi dal 5 al 7 febbraio 2022 con la conduzione di Ilinca Băcilă, sono stati presentati tutti i 46 partecipanti e le relative esibizioni dal vivo dei potenziali brani eurovisivi sono state pubblicate su YouTube. Il 9 e 10 febbraio il pubblico ha avuto la possibilità di votare su Facebook per i loro artisti preferiti; i 5 con le maggiori preferenze accederanno alla semifinale del 12 febbraio insieme a 15 altri selezionati da una giuria. In questa occasione, la stessa giuria ha avuto modo di valutare le 20 esibizioni dal vivo e scegliere i 10 partecipanti che si sono esibiti alla finale il successivo 5 marzo, dove il loro voto combinato con quello del pubblico ha decretato il vincitore.

## Partecipanti
Una giuria formata da Alexandra Ungureanu, Ozana Barabancea, Randi, Cristian Faur e Adrian Romcescu ha selezionato i 45 partecipanti fra le 94 proposte ricevute, che sono stati annunciati il 23 dicembre 2021. Il 40% dei compositori provengono da oltre i confini rumeni, un record per il festival.
Il successivo 28 dicembre sono state annunciate varie modifiche nella lista dei partecipanti: a seguito di un ricorso di quattro partecipanti scartati alle selezioni, una giuria composta da Cristian Faur, Liana Elekeş e Gabriel Scîleţ ha selezionato gli E-an-na con Malere da far accedere alle semifinali, mentre, data l'impossibilità di Erik Frank di recarsi in Romania, Alex Parker & Bastien hanno deciso di cambiare il brano con cui parteciperanno alla selezione, scegliendo di gareggiare con il brano All This Love. Il 5 febbraio 2022, in concomitanza con l'uscita delle esibizioni live di Drumul spre Torino, TVR ha annunciato il ritiro di Barbara con il brano Hypnotized; quattro giorni dopo anche Fabi, che avrebbe dovuto cantare That Way, ha abbandonato la competizione dopo essere risultato positivo al virus COVID-19.
| Artista                                | Titolo                  | Lingua            | Compositori |
| -------------------------------------- | ----------------------- | ----------------- | --- |
| Aldo Blaga                             | Embers                  | Inglese           | Ylva Persson, Linda Persson, Rickard Bonde Truumeel, Charlie Mason, John Matthews                                                            |
| Alex Parker & Bastien                  | All This Love           | Inglese           | Alexandru Ciacoi, Vlad Cireşan, Sebastian Tudor                                                                                              |
| Alex Parker, Erik Frank & Bastien      | Best of Me              | Inglese           | Alexandru Ciacoi, Vlad Cireşan, Sebastian Tudor, Erik Frank                                                                                  |
| Alexa                                  | Hoodies and Cold Nights | Inglese           | Radu Bolfea, Inaki Calvo Medel, Omar Secada Dihigo, Alexa Niculae                                                                            |
| Alina Amon                             | Without You             | Inglese           | Alina Amon |
| Ana                                    | Youngster               | Inglese           | Ana Maria Lazăr |
| Andra Oproiu                           | Younique                | Inglese           | Ylva Persson, Linda Persson, Paul Dubrovsky, Lee Music                                                                                       |
| Andrea Stocchino                       | Avere paura             | Italiano          | Andrea Stocchino, Nicolò Baldini, Emedio Mazzilli                                                                                            |
| Andrei Petruș                          | Take Me                 | Inglese           | Călin Ionce, Silvia Ștefănescu |
| Aris                                   | Do svidanija            | Inglese           | Michael James Down, Will Taylor, Primož Poglajen, Natalie Palmer                                                                             |
| Ayona                                  | Let Me Come to You      | Inglese           | Marius Cobianu |
| Barbara                                | Hypnotized              | Inglese           | Marko Tomasović, Barbara Tešija |
| Bogdan Dumitraș                        | Sign                    | Inglese           | Alex Luft |
| Carmen Trandafir                       | Măști                   | Rumeno            | Carmen Trandafir, Riona Sakurada |
| Cezar Ouatu                            | For Everyone            | Inglese           | Mihai Alexandru, Christian Alexandru |
| Ciro De Luca                           | Imperdonabile           | Italiano          | Ciro de Luca, Rareș Varniote |
| Cream, Minodora & Diana Bucşă          | România mea             | Rumeno            | Alina Manolache, Costi Ioniță |
| Dan Helciug                            | 241                     | Inglese           | Dan Helciug |
| Dora Gaitanovici                       | Ana                     | Inglese           | Dora Gaitanovici |
| E-an-na                                | Malere                  | Rumeno            | Andrei Oltean, Ovidiu Ban |
| Eliza G                                | The Other Half of Me    | Italiano, inglese | Valerio Carboni, Giuseppe Anastasi, Mike Connaris, Elisa Gaiotto                                                                             |
| Eugenia Nicolae feat. Canazoi Brothers | Doina                   | Rumeno            | Eugenia Niţu, Cezar Cazanoi, Anatolie Cazanoi, Liviu Tănăsoiu                                                                                |
| Fabi                                   | That Way                | Inglese           | Fabian Ferrara |
| Forțele de muncă                       | Hai afară, frate!       | Rumeno            | Florin Dumitrescu |
| Gabriel Basco                          | One Night               | Inglese           | Gabriel Bîscoveanu, Roland Kiss, Dominic Dehen Perfetti                                                                                      |
| Giulia Georgia                         | Find Your Way           | Inglese           | Giulia Georgia Beiliciu |
| Ivel                                   | Neverending             | Inglese           | Ivelin Trakiyski |
| Jessie                                 | Regret                  | Rumeno            | Alexander Sambo, Bianca Dragomir, Bogdan Samoilenco, David Popa, Jessie Baneș, Loredana Cavasdan, Luca Calin, Olga Verbițchi, Tomi Weissbuch |
| Kyrie Mendél                           | Hurricane               | Inglese           | Kyrie Mendél |
| Letiția Moisescu                       | Mirunica                | Rumeno            | Ovidiu Junghiatu, Niculae Robert Andrei |
| Leyah                                  | I'll Be Fine            | Inglese           | Magdalena Marica |
| Mălina                                 | Prisoner                | Inglese           | Cornel Valentin Oprea, Malina Elena Paraschiv                                                                                                |
| Myriam                                 | Top of the Rainbow      | Inglese           | Ovidiu Anton |
| Møise                                  | Guilty                  | Inglese           | Shawn Myers, Jonas Gladnikoff |
| Oana Tabultoc                          | Utopia                  | Inglese           | Ylva Persson, Linda Persson, Rickard Bonde Truumeel, Roeland Ruijsch                                                                         |
| Olivia Miheț                           | Fragile                 | Inglese           | Olivia Miheț, Mihai Costăchescu |
| Othello                                | You're Worthy           | Inglese           | Liviu Elekes, Roxana Elekes |
| Outflow                                | Running in Circles      | Inglese           | Florin Ciotlăuș, Lucian Călin Blaga, George Popa, Mircea Georoceanu                                                                          |
| Petra                                  | Ireligios               | Rumeno            | Petronela Donciu |
| Roberta Maria Popa                     | Indigo                  | Inglese           | Ylva Persson, Linda Persson, Peter Frodin, Lee Music                                                                                         |
| Romeo Zaharia                          | Until the Fight Is Over | Inglese           | Arnar Astradsson, Aidan O'Connor |
| Seeya                                  | Save Me                 | Inglese           | Idris Jafarov, Bogdan Ioan Tomosoiu |
| Sophia                                 | Beautiful Lies          | Inglese           | Alexandru Bugan, Eduard Cârcotă, Sophia Ulianov                                                                                              |
| Stelian                                | Remember                | Inglese           | Călin Giurgiu, Stelian Ciuciuc, Niklas Bergqvist, Stefan Knutsson                                                                            |
| Vanu                                   | Never Give Up           | Inglese           | Cristian Prăjescu, Ioana Hrisca, Teodora Constantin, Răzvan Alexa                                                                            |
| Vizi                                   | Sparrow                 | Inglese           | Vizi Imre |
| WRS                                    | Llámame                 | Inglese, spagnolo | Andrei Ursu, Cezar Gună, Alexandru Turcu |

## Drumul spre Torino
La pre-selezione Drumul spre Torino si è tenuta in tre serate dal 5 al 7 febbraio 2022, presentate da Ilinca Băcilă, rappresentante del paese all'Eurovision Song Contest 2017, e ha visto competere i 45 partecipanti per i venti posti disponibili per la semifinale. Dopo la trasmissione dello show, il 9 e 10 febbraio il pubblico ha avuto la possibilità di votare su Facebook per i loro artisti preferiti; i 5 con le maggiori preferenze accederanno alla semifinale insieme ad altri 15 artisti selezionati da una giuria di esperti.

### Prima puntata
Qualificato del voto del pubblico
     Qualificato della giuria
| #  | Artista                       | Titolo                  | Pubblico | Posizione |
| -- | ----------------------------- | ----------------------- | -------- | --------- |
| 1  | Cezar Ouatu                   | For Everyone            | 598      | 23        |
| 2  | Dan Helciug                   | 241                     | 1 271    | 13        |
| 3  | Fabi                          | That Way                | 4        | 45        |
| 4  | Leyah                         | I'll Be Fine            | 534      | 27        |
| 5  | Aldo Blaga                    | Embers                  | 1 423    | 12        |
| 6  | Stelian                       | Remember                | 839      | 22        |
| 7  | Alex Parker & Bastien         | All This Love           | 453      | 31        |
| 8  | Petra                         | Ireligios               | 251      | 39        |
| 9  | Cream, Minodora & Diana Bucşă | România mea             | 1 497    | 10        |
| 10 | Aris                          | Do svidanija            | 1 110    | 14        |
| 11 | Ana                           | Youngster               | 380      | 35        |
| 12 | Alexa                         | Hoodies and Cold Nights | 863      | 20        |
| 13 | Myriam                        | Top of the Rainbow      | 902      | 18        |
| 14 | Forțele de muncă              | Hai afară, frate!       | 420      | 33        |
| 15 | Alina Amon                    | Without You             | 985      | 16        |

### Seconda puntata
Qualificato del televoto
     Qualificato della giuria
| #  | Artista                                | Titolo               | Pubblico | Posizione |
| -- | -------------------------------------- | -------------------- | -------- | --------- |
| 1  | Carmen Trandafir                       | Măști                | 588      | 24        |
| 2  | Møise                                  | Guilty               | 537      | 26        |
| 3  | Ayona                                  | Let Me Come to You   | 254      | 38        |
| 4  | Gabriel Basco                          | One Night            | 2 140    | 6         |
| 5  | Eugenia Nicolae feat. Canazoi Brothers | Doina                | 1 042    | 15        |
| 6  | Oana Tabultoc                          | Utopia               | 2 629    | 4         |
| 7  | Othello                                | You're Worthy        | 329      | 36        |
| 8  | Seeya                                  | Save Me              | 71       | 43        |
| 9  | Vizi                                   | Sparrow              | 2 753    | 3         |
| 10 | Giulia Georgia                         | Find Your Way        | 457      | 30        |
| 11 | Outflow                                | Running in Circles   | 1 430    | 11        |
| 12 | Eliza G                                | The Other Half of Me | 566      | 25        |
| 13 | Bogdan Dumitraș                        | Sign                 | 444      | 32        |
| 14 | Jessie                                 | Regret               | 251      | 39        |
| 15 | Andrei Petruș                          | Take Me              | 1 650    | 9         |

### Terza puntata
Qualificato del televoto
     Qualificato della giuria
| #  | Artista            | Titolo                  | Pubblico | Posizione |
| -- | ------------------ | ----------------------- | -------- | --------- |
| 1  | Dora Gaitanovici   | Ana                     | 3 218    | 2         |
| 2  | Andrea Stocchino   | Avere paura             | 502      | 28        |
| 3  | Ciro De Luca       | Imperdonabile           | 147      | 42        |
| 4  | Letiția Moisescu   | Mirunica                | 500      | 29        |
| 5  | Roberta Maria Popa | Indigo                  | 896      | 19        |
| 6  | Olivia Miheț       | Fragile                 | 274      | 37        |
| 7  | Andra Oproiu       | Younique                | 1 860    | 8         |
| 8  | Kyrie Mendél       | Hurricane               | 148      | 41        |
| 9  | WRS                | Llámame                 | 842      | 21        |
| 10 | Romeo Zaharia      | Until the Fight Is Over | 915      | 17        |
| 11 | Mălina             | Prisoner                | 2 336    | 5         |
| 12 | Ivel               | Neverending             | 25       | 44        |
| 13 | Sophia             | Beautiful Lies          | 410      | 34        |
| 14 | Vanu               | Never Give Up           | 2 084    | 7         |
| 15 | E-an-na            | Malere                  | 10 124   | 1         |

## Semifinale
La semifinale si è svolta il 12 febbraio 2022 presso gli studi televisivi di TVR a Bucarest presentata da Anca Mazilu e Bogdan Stănescu, e ha visto competere i 20 artisti selezionati da Drumul spre Torino.
In questa occasione una giuria d'esperti ha valutato gli artisti, che si sono esibiti per la prima volta dal vivo, e ha determinato i 10 finalisti.
| #  | Artista                                | Titolo               |
| -- | -------------------------------------- | -------------------- |
| 1  | Alex Parker & Bastien                  | All This Love        |
| 2  | Aldo Blaga                             | Embers               |
| 3  | Petra                                  | Ireligios            |
| 4  | Vizi                                   | Sparrow              |
| 5  | Vanu                                   | Never Give Up        |
| 6  | Mălina                                 | Prisoner             |
| 7  | WRS                                    | Llámame              |
| 8  | Andrei Petruș                          | Take Me              |
| 9  | Møise                                  | Guilty               |
| 10 | Gabriel Basco                          | One Night            |
| 11 | Cream, Minodora & Diana Bucşă          | România mea          |
| 12 | Oana Tabultoc                          | Utopia               |
| 13 | Kyrie Mendél                           | Hurricane            |
| 14 | Dora Gaitanovici                       | Ana                  |
| 15 | Cezar Ouatu                            | For Everyone         |
| 16 | Andra Oproiu                           | Younique             |
| 17 | E-an-na                                | Malere               |
| 18 | Eugenia Nicolae feat. Cazanoi Brothers | Doina                |
| 19 | Eliza G                                | The Other Half of Me |
| 20 | Aris                                   | Do svidanija         |

## Finale
La finale si è svolta il 5 marzo 2022 presso gli studi televisivi di TVR a Bucarest ed è stata presentata da Anca Mazilu, Bogdan Stănescu e Ilinca Băcilă. 197 000 telespettatori hanno seguito l'evento dal vivo trasmesso su TVR, rappresentando uno share pari al 2,6%.
In seguito alla somma dei voti dei singoli giurati e del televoto WRS con Llámame è stato proclamato vincitore.
| #  | Artista                       | Titolo        | Punteggio | Punteggio | Punteggio | Punteggio | Posizione |
| #  | Artista                       | Titolo        | Giuria    | Televoto  | Televoto  | Totale    | Posizione |
| -- | ----------------------------- | ------------- | --------- | --------- | --------- | --------- | --------- |
| 1  | Andrei Petruș                 | Take Me       | 11        | 807       | 2,59      | 13,59     | 9         |
| 2  | Alex Parker & Bastien         | All This Love | 27        | 429       | 1,38      | 28,38     | 7         |
| 3  | Gabriel Basco                 | One Night     | 35        | 1 048     | 3,37      | 38,37     | 4         |
| 4  | Vanu                          | Never Give Up | 34        | 676       | 2,17      | 36,17     | 5         |
| 5  | Petra                         | Ireligios     | 34        | 412       | 1,32      | 35,32     | 6         |
| 6  | Møise                         | Guilty        | 10        | 585       | 1,88      | 11,88     | 10        |
| 7  | Cream, Minodora & Diana Bucşă | România mea   | 13        | 764       | 2,45      | 15,45     | 8         |
| 8  | Kyrie Mendél                  | Hurricane     | 46        | 641       | 2,06      | 48,06     | 2         |
| 9  | Dora Gaitanovici              | Ana           | 32        | 3 737     | 12        | 44        | 3         |
| 10 | WRS                           | Llámame       | 48        | 3 497     | 11,23     | 59,23     | 1         |

| Brano         | A. Ungureanu | O. Barabancea | Randi | C. Faur | A. Romcescu | Totale |
| ------------- | ------------ | ------------- | ----- | ------- | ----------- | ------ |
| Take Me       | 1            | 1             | 1     | 3       | 5           | 11     |
| All This Love | 5            | 4             | 5     | 6       | 7           | 27     |
| One Night     | 7            | 3             | 6     | 7       | 12          | 35     |
| Never Give Up | 4            | 6             | 4     | 10      | 10          | 34     |
| Ireligios     | 6            | 12            | 8     | 5       | 3           | 34     |
| Guilty        | 3            | 2             | 3     | 1       | 1           | 10     |
| România mea   | 2            | 5             | 2     | 2       | 2           | 13     |
| Hurricane     | 10           | 10            | 10    | 8       | 8           | 46     |
| Ana           | 8            | 7             | 7     | 4       | 6           | 32     |
| Llámame       | 12           | 8             | 12    | 12      | 4           | 48     |